# Ralf Falkenmayer
Ralf Falkenmayer (Frankfurt am Main, 11 februari 1963) is een (West-)Duits voormalig voetballer en voetbalcoach die speelde als middenvelder.

## Carrière
Hij begon zijn carrière in de Frankfurter Stadtteilverein SV Niederursel. In 1979 werden talentscouts van Eintracht Frankfurt op de hoogte van hem, wat leidde tot zijn promotie naar de A-jongeren van Eintracht en in 1980 naar het eerste team.
Hij speelde voor het eerst voor de Bundesliga tussen 1980 en 1987. In die tijd won hij de DFB Cup in 1981. In 1987 verhuisde Falkenmayer naar Bayer 04 Leverkusen, waar hij in 1988 de UEFA Cup won. Hij was echter niet gelukkig bij Bayer, dus keerde hij in 1989 terug naar Frankfurt.
Hij bleef daar tot 1996, toen hij naar Eintracht Trier verhuisde, waar hij twee jaar later zijn carrière moest beëindigen wegens een gebroken enkel.
In 1984 maakte Falkenmayer zijn debuut voor West-Duitsland. Hij maakte deel uit van de DFB-ploeg voor het Europees Kampioenschap 1984, maar speelde geen wedstrijd. Hij speelde vier internationale wedstrijden voor het nationale elftal tussen najaar 1984 en voorjaar 1986. In het U-21 nationale elftal werd hij in 16 wedstrijden opgeroepen en was hij ook een keer opgeroepen voor de Olympische selectie.
Na het einde van zijn carrière werd Falkenmayer coach van SV Niederursel, waar hij in 2003 als spelerscoach werd ingezet in een wedstrijd van de districtscompetitie, en die hij tot 2007 coachte. Nadien ging hij aan de slag in een groothandel in laminaat- en parketvloeren in Darmstadt.

## Erelijst
- Eintracht Frankfurt
  - DFB-Pokal: 1981
- Bayer 04 Leverkusen
  - UEFA Cup: 1988

1 Schumacher ·
2 Briegel ·
3 Strack ·
4 K. Förster ·
5 B. Förster ·
6 Rolff ·
7 Brehme ·
8 Allofs ·
9 Völler ·
10 Meier ·
11 Rummenigge  ·
12 Burdenski ·
13 Matthäus ·
14 Falkenmayer ·
15 Stielike ·
16 Bruns ·
17 Littbarski ·
18 Buchwald ·
19 Bommer ·
20 Roleder ·
Coach: Derwall